# Snovsk
Snovsk (ukrajinsky Сновськ) je město v Černihivské oblasti na Ukrajině. Po administrativně-teritoriální reformě v červenci 2020 patří do Korjukivského rajónu, do té doby bylo centrem Snovského rajónu. Je pojmenováno podle řeky Snov, na které leží. V roce 1935–2016 neslo název Ščors na počest Nikolaje Alexandroviče Ščorse, divizního velitele Rudé armády, který zemřel v Ruské občanské válce. Žije zde přibližně 11 tisíc obyvatel. V roce 2011 zde žilo 11 393 obyvatel.